# Christian Jennes
Christian Jennes (* 21. Mai 1997 in Villach) ist ein österreichischer Eishockeyspieler, der seit 2021 beim EK Zell am See in der Alps Hockey League unter Vertrag steht.

## Karriere
Christian Jennes wuchs mit zwei Schwestern in Weißenstein auf, ging in Klagenfurt zur Schule und schloss diese mit der Matura ab. Er spielte seine gesamte Nachwuchszeit ausschließlich für den VSV und gewann mit dem Verein den Meistertitel in der Altersklasse U12 und der U13. 2015 gewann er mit dem Nationalteam die Goldmedaille der U18-Junioren-Weltmeisterschaft (Division I, Gruppe B).
Nach 57 Einsätzen in der U20 des VSV, in denen er 13 Tore und 22 Assists erzielte, kam er in der EBEL-Saison 2015/16 erstmals in der Kampfmannschaft des Vereines zum Einsatz und schoss sein erstes EBEL-Tor am 20. November 2015 gegen die Vienna Capitals. Für die Folgesaison erhielt er seinen ersten Profivertrag, gefolgt von einer Vertragsverlängerung für 2017/18. In dieser Saison kam er aufgrund einer Verletzungspause auch zu neun Einsätzen auf Leihbasis für das KAC-Farmteam in der Alps Hockey League (AHL), um wieder Spielpraxis zu sammeln.
Zwischen September 2018 und 2020 stand er beim Verein VEU Feldkirch in der AHL unter Vertrag, anschließend beim HC Innsbruck (2020/21) und ab 2021 beim EK Zell am See. 2025 gewann er mit den Eisbären die Alps Hockey League.

## Erfolge und Auszeichnungen
- 2023 Österreichischer Zweitligameister mit dem EK Zell am See

- 2025 Alps-Hockey-League-Sieger mit dem EK Zell am See

## Karrierestatistik
(Legende zur Spielerstatistik: Sp oder GP = absolvierte Spiele; T oder G = erzielte Tore; V oder A = erzielte Assists; Pkt oder Pts = erzielte Scorerpunkte; SM oder PIM = erhaltene Strafminuten; +/− = Plus/Minus-Bilanz; PP = erzielte Überzahltore; SH = erzielte Unterzahltore; GW = erzielte Siegtore; 1 Play-downs/Relegation; Kursiv: Statistik nicht vollständig)